# أليكسي تشيرفونينكيس
أليكسي ياكوفليفيتش تشيرفونينكيس (7 سبتمبر 1938 -22 سبتمبر 2014) كان عالم رياضيات سوفيتي وروسي، وكان مع فلاديمير فابنيك واحدًا من المطورين الرئيسيين لنظرية فابنيك - تشيرفونينكيس، والمعروفة أيضا باسم «النظرية الأساسية للتعلم» جزءً هامًا من نظرية التعلم الحاسوبية. وعقد تشيرفونينكيس تعيينات مشتركة مع الأكاديمية الروسية للعلوم ورويال هولواي، جامعة لندن.
ضاع أليكسي تشيرفونينكيس في حديقة لوسيني أوستروف الوطنية في 22 سبتمبر 2014، وعُثر عليه ميتًا فيما بعد أثناء عملية بحث بالقرب من مايتشي، وهي ضاحية من ضواحي موسكو. وقد مات بسبب انخفاض حرارة الجسم.